# A Modern Ananias
A Modern Ananias è un cortometraggio muto del 1912 scritto e diretto da Otis B. Thayer.
Il titolo è un riferimento all'episodio di Anania e Saffira raccontato negli Atti degli Apostoli.

## Trama
Will Deming, dopo esser rientrato a casa dal club di cui fa parte alle sei del mattino, viene colpito dalla moglie con un ombrello al termine di un violento litigio. Qualche giorno dopo si ripresenta al club con delle ferite al volto; quando i suoi amici gli chiedono cosa sia successo lui racconta una storia inventata in cui fa la parte dell'eroe. La sua bugia viene smascherata grazie alle foto di un fotografo amatoriale, che era passato davanti a casa di Deming proprio durante il litigio.

## Produzione
Il film fu prodotto da William Nicholas Selig per la sua compagnia, la Selig Polyscope Company.

## Distribuzione
Distribuito dalla General Film Company, il film - un cortometraggio di 200 metri - uscì nelle sale cinematografiche statunitensi il 12 gennaio 1912. Nelle proiezioni, veniva programmato con il sistema dello split reel, accorpato in un'unica bobina con un altro cortometraggio prodotto dalla Selig, il documentario Journey of the Western Governors to the East.